# Нингалу
Нингалу (англ. Ningaloo Reef) — коралловый риф в Индийском океане у северо-западного побережья Австралии, в 1200 км на север от города Перт.
Риф имеет протяжённость около 260—300 км (вдоль западного берега полуострова Норт-Уэст-Кейп) и является крупнейшим прибрежным австралийским коралловым рифом, а также единственным крупным рифом, расположенным столь близко от побережья (на отдалении 100 м — 7 км).
Слово «Нингалу» на языке коренных жителей побережья, австралийских аборигенов, означает «мыс». Местные аборигены проживают на данной территории уже в течение как минимум 30000 лет.

## Значение
Риф более всего известен как место наибольшей в мире сезонной концентрации китовых акул — каждый год здесь собирается от 300 до 500 представителей данного вида, — а также из-за дебатов, ведущихся по поводу потенциального развития туризма в данном регионе и одновременной необходимости сохранения морского парка.
В 1987 году риф и окружающие воды были объявлены национальным морским парком, а в 2011 году территория рифа и побережья была включена в список Всемирного наследия ЮНЕСКО. Площадь природоохранной территории — 604500 га прибрежной зоны и акватории. Побережье примечательно обширной карстовой системой, сетью пещер и водных тоннелей.

## География

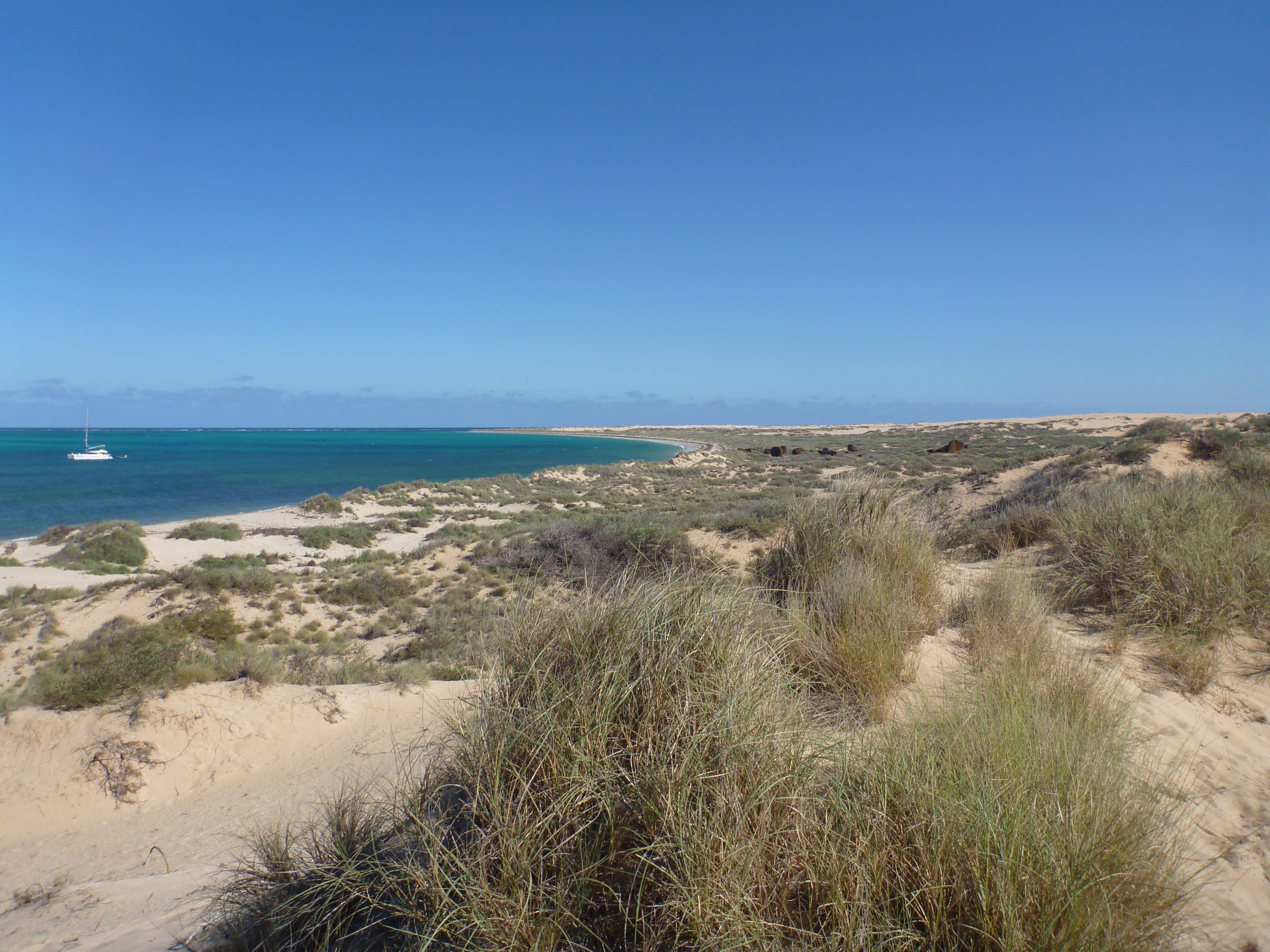
Побережье Нингалу

Риф расположен недалеко от западного побережья полуострова Норт-Уэст-Кейп, рядом с Эксмутским заливом в Западной Австралии. На полуострове также расположен национальный парк Кейп-Рейндж. Риф вытянут с севера на юг почти на 300 км, от Бундеги на севере до Ред-Блафф на юге. Научная значимость побережья Нингалу связана с сочетанием кораллового рифа и карстовой системы вдоль него (полуостров сложен из красного известняка). Оконечность полуострова состоит из карстовых отложений, образованных из скелетов древних животных, обитавших здесь миллионы лет назад, которые нанесло в море. Эти ископаемые скелеты создали разнообразные цветовые оттенки хребта, такие как розовый и оранжевый, сочетающиеся с красными дюнами и зелёной растительностью. На западной оконечности полуострова расположено множество бухт, тянущихся вдоль него на протяжении 90 километров. В канале полуострова имеется несколько речных русел. Карстовая система система полуострова состоит из 535 пещер, 180 карстовых воронок и 5 подобных объектов, расположенных ниже уровня моря. Эти объекты являются подводными пещерами, переходами и туннелями, а также средой обитания для 75 видов животных, которые обитают только ниже уровня моря.

## Климат
Лето на побережье Нингалу продолжается с декабря по февраль, зима — с июня по август. Средний диапазон температур летом варьируется от 21 °C до 38 °C, зимой — от 12 °C до 25 °C. Климат в целом сухой. Среднегодовое количество осадков на побережье составляет от 200 до 300 миллиметров, что значительно меньше среднегодового испарения воды, составляющего 2000 миллиметров. В разные годы количество осадков может варьироваться от 84 до 570 миллиметров и зависит от местных депрессий и циклонов. Циклоны в среднем случаются раз в три-пять лет и приносят с собой большое количество осадков. Дождевые осадки через каналы способствуют росту цветов, увлажняют водоносный горизонт и обеспечивают водой пещерные экосистемы. Максимальная скорость местных циклонов составляет 150 км/ч.

## Флора
Флора на побережье около рифа отличается большим биоразнообразием: на нём насчитывается 630 таксонов сосудистых растений. Флора в конкретной местности различается в зависимости от почвы и рельефа — здесь присутствуют песчаные дюны, равнины, аллювии и целые области грязи, образовавшиеся в результате приливов. Растительность представлена в основном кустарниками, акациями, эвкалиптами, а также мангровыми зарослями, произрастающими на почвах с более высокой солёностью. Большинство видов растений, произрастающих на побережье, не являются эндемиками и растут в умеренной и тропической климатических зонах, поскольку побережье находится на границе между двумя биогеографическими регионами. Тем не менее растение Verticordia forrestii произрастает только в районе этого побережья у залива Шарк, а 18 других видов растений — только на побережье или в непосредственной близости от него. Некоторые растения встречаются, помимо побережья Нингалу, лишь в отдалённых от него местах — например, ближайший ареал растения Livistona alfredii расположен в 300 километрах к северо-востоку от побережья.

## Фауна

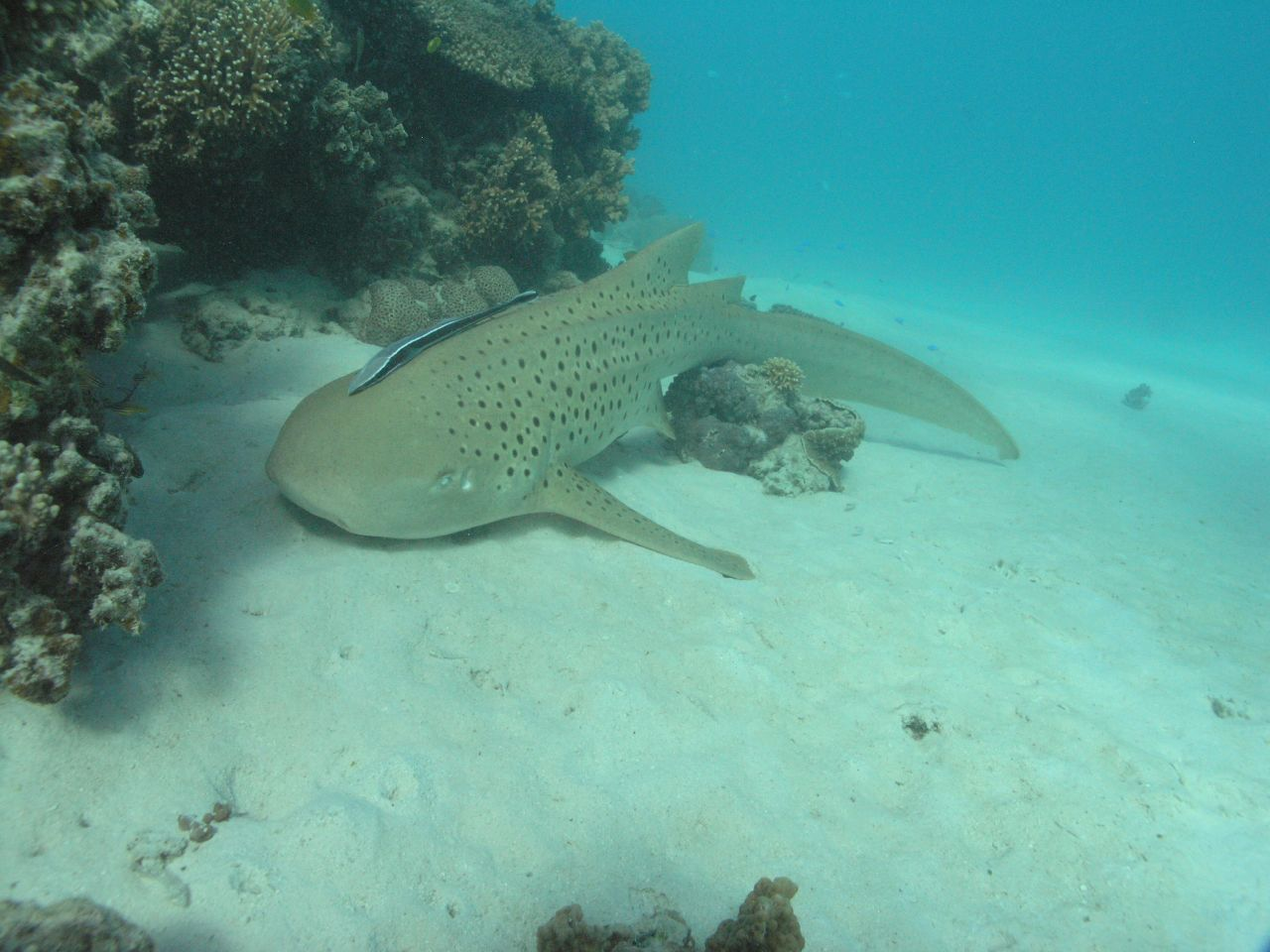
Зебровая акула у рифа

Хотя в основном риф известен благодаря большим (более 500 особей) группам китовых акул, питающимся вблизи него с марта по июнь, он также богат кораллами и другими морскими обитателями. В частности, в течение зимних месяцев акватория рифа является частью миграционных маршрутов горбатых китов на их пути в Антарктиду и местом «взросления» таких видов, как дельфины, дюгонь, манта; вблизи рифа можно встретить порядка 19 видов акул помимо китовой. Прибрежные территории рифа являются важным местом для размножения шести видов морских черепах — логгерхедов, зелёной черепахи, биссы и других, а также некоторых ядовитых морских змей, в том числе Aipysurus laevis. Риф также является местом их гнездования и питания. Видовое разнообразие рифа обусловлено его расположением между тропической и умеренной климатическими зонами.
В области рифа (вблизи от побережья из-за узости шельфа) обитают многочисленные рыбы (738 видов), включая тунца, скумбрию и тропические виды с самой яркой цветовой окраской, кораллы (300 видов), моллюски (655 видов), 600 видов ракообразных и многие другие морские беспозвоночные, а также около 1000 видов морских растений.
На большой глубине в этой области обитают 155 видов губок и 25 видов иглокожих. В 2006 году исследователи из Австралийского института морских наук обнаружили в данном морском парке на большой глубине сады предположительно нового вида губок.

## Полемика по сохранению

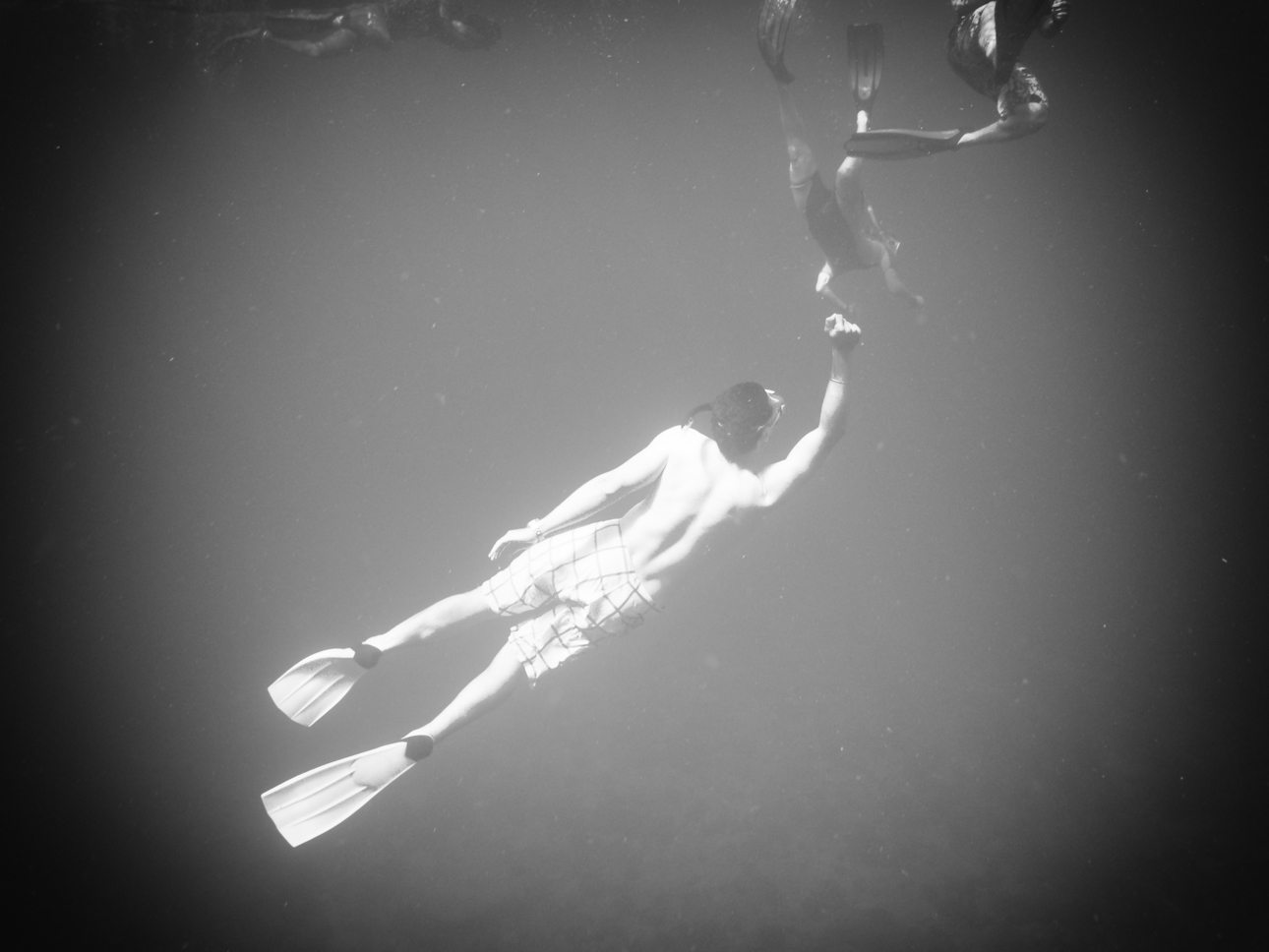
Ныряльщики у рифа Нингалу

В начале 2000-х годов было много споров по поводу предполагавшегося строительства курорта в данном районе под названием Маудс-Лэнлинг, который планировалось построить на главном месте гнездования черепахи логгерхеда. В те времена также имело место опасение, что курорт будет способствовать уничтожению всего морского парка.
Местный писатель и общественный деятель Тим Уинтон особенно сильно выступал против строительства курорта и публично высказывался против этого. В 2002 году, когда он получил книжную премию Западной Австралии, Уинтон пожертвовал сумму в 25 000 австралийских долларов из призовых денег в кампанию по сохранению рифа.
В конечном счёте планируемый проект курорта оказался заморожен. Тем не менее бизнесмены продолжают проявлять интерес к этой области. Несмотря на то, что район побережья практически необитаем, эта местность всё равно пользуется популярностью у туристов: каждый год парк посещают порядка 180 тысяч человек.